# Muralismo chileno
El muralismo chileno es un movimiento pictórico que apareció en Chile en la década de 1930, como una rama del muralismo mexicano.
La pintura mural se desarrolló particularmente durante la Unidad Popular (a partir de 1969) como un arte popular y colectivo, y uno de los más representativos de ese momento histórico.

## Historia

### Muralismo mexicano
El muralismo mexicano se desarrolló en México a comienzos del siglo XX. Tras la revolución mexicana de 1910, este movimiento buscó ofrecer una visión de la historia a todos los sectores del país, mediante un arte de carácter naíf accesible a todo tipo de espectadores, incluidos los analfabetos, rompiendo especialmente con la pintura de caballete y el llamado «arte burgués».
Los tres artistas más influyentes asociados a este movimiento, conocidos como «los tres grandes», son Diego Rivera, José Clemente Orozco y David Alfaro Siqueiros. También se asocian al muralismo mexicano los murales de artistas como Fernando Leal, Juan O'Gorman, Rina Lazo o Ernesto García Cabral.

### Aparición en Chile

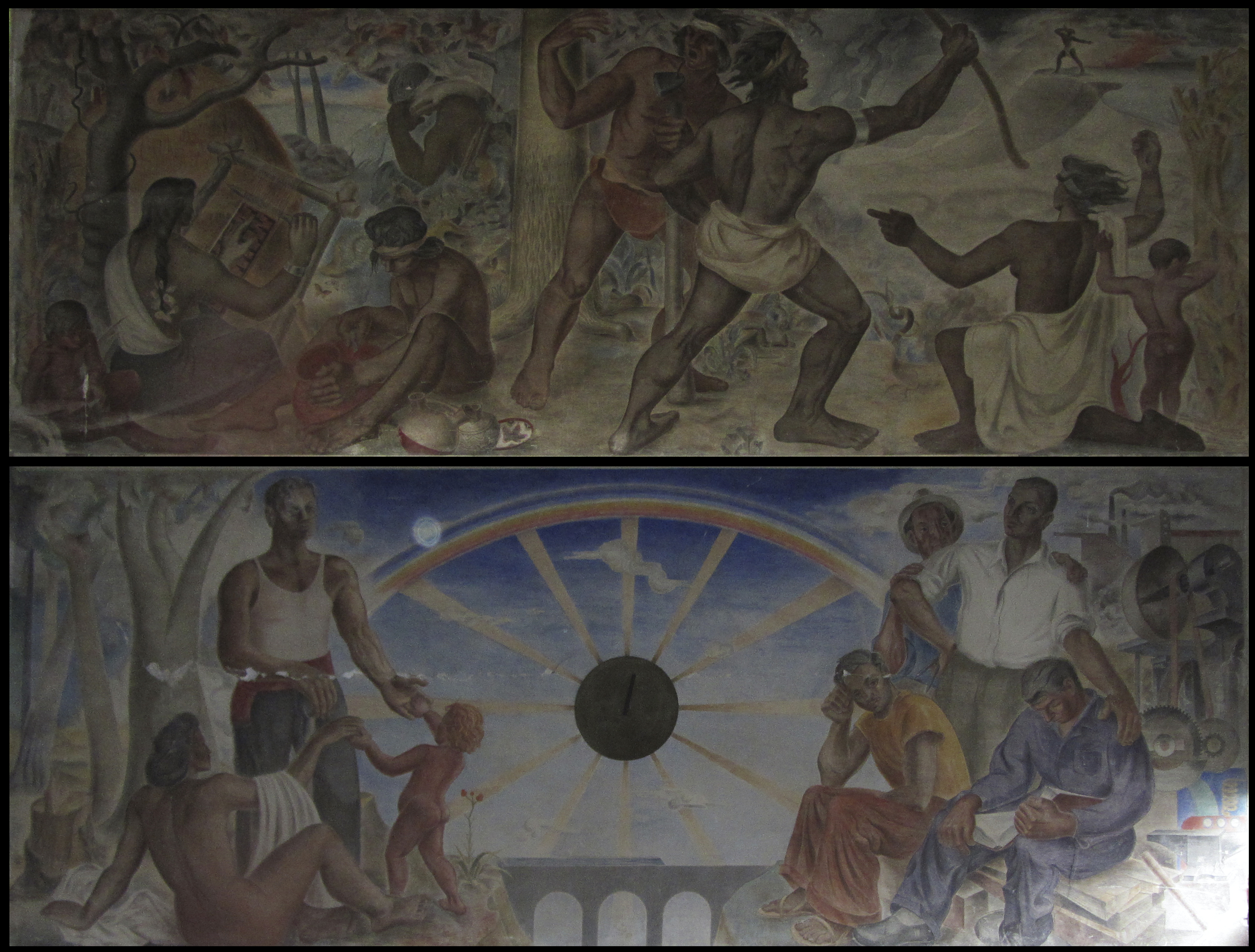
Paredes izquierda (arriba) y derecha (abajo) del fresco de tres partes Historia de Concepción (1943-1946).

El muralismo aparece en Chile en la década de 1930, tras el descubrimiento de los artistas mexicanos. Los primeros artistas chilenos en seguir este movimiento fueron Gregorio de la Fuente, Pedro Lobos y Julio Escámez. Este último fue seleccionado en 1943, entre los estudiantes de la Academia de Bellas Artes del pintor Adolfo Berchenko, ubicada en Concepción, junto a Sergio Sotomayor, como asistente de De la Fuente para la prestigiosa pintura mural Historia de Concepción (1943-1946), situada en la antigua estación central de trenes de Concepción, considerada posteriormente un «tesoro del Barrio Cívico» y declarada Monumento Nacional de Chile.
Las obras, de carácter muy ilustrativo, narran el relato nacional en el espacio público, lo que permite el desarrollo de un sentimiento nacional que refleja las preocupaciones del pueblo.

### Desarrollo
El muralismo resurge a comienzos de la década de 1960, con temáticas muy distintas: expresa «una profunda relación entre los movimientos sociales, las clases populares y el compromiso artístico», y adquiere un carácter marcadamente político. Esto se refleja en la adhesión de una gran parte de los muralistas a la Unidad Popular, cuyo objetivo era llevar a Salvador Allende a la presidencia de la República el 4 de septiembre de 1970, en reemplazo del Frente de Acción Popular.

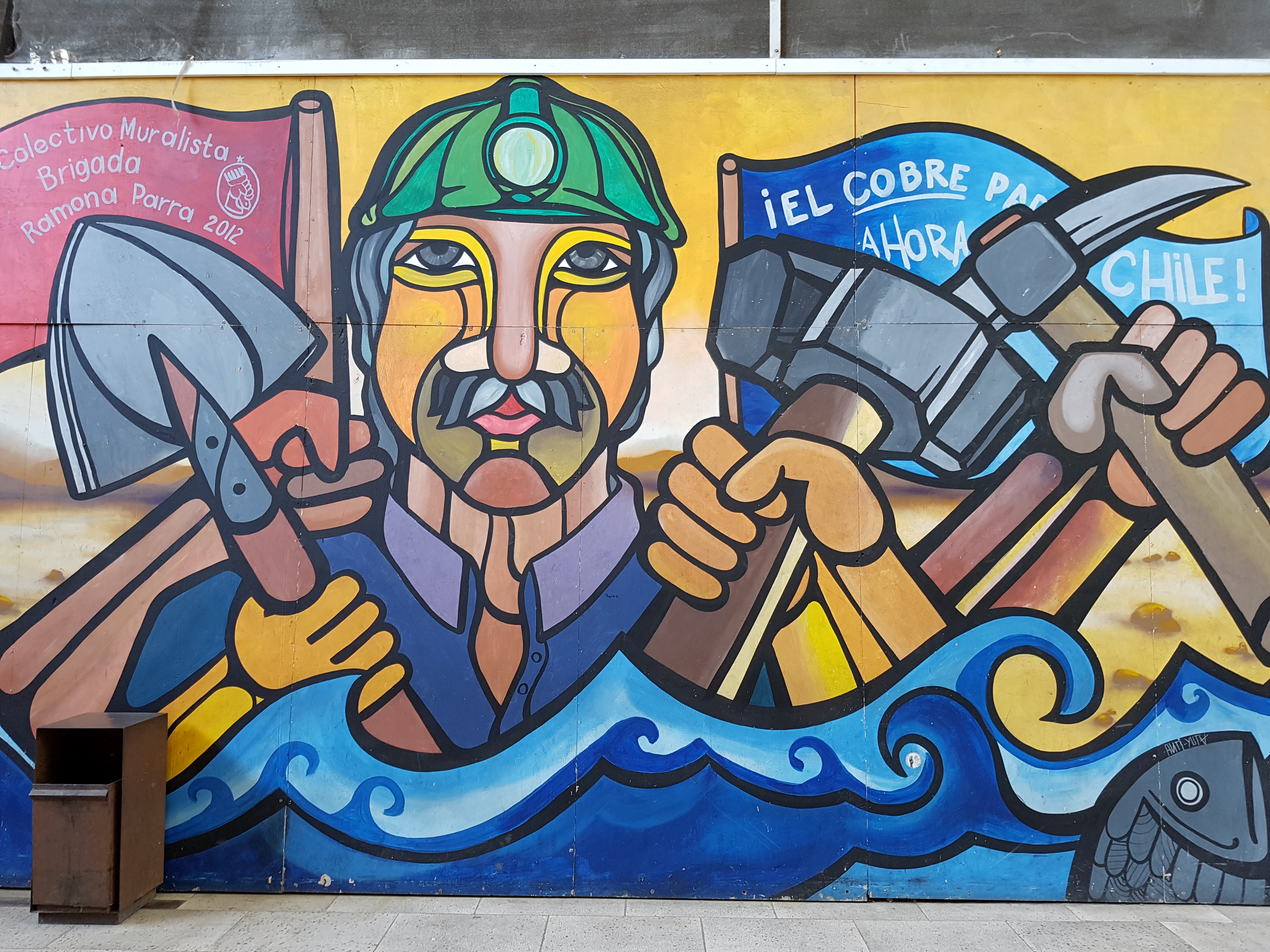
Detalle del mural realizado por la Brigada Ramona Parra para el primer festival de intervención urbana «Hecho en Casa», en 2012. En el extremo izquierdo, una máquina que ya tiene un cadáver entre sus mandíbulas comienza a devorar todo lo que encuentra a su paso: las próximas víctimas, si no se hace nada para detenerla, serán el pescador con los productos del mar, los mapuches con sus símbolos, el estudiante que exige «Una educación de excelencia para todos los chilenos» y «La verdadera historia de Chile, las lenguas indígenas, educación gratuita e inclusiva, ¡ahora!»; el último es un minero que reclama: «El cobre para Chile, ¡ahora!». Centro Cultural Gabriela Mistral (GAM), Santiago de Chile.

Una vez elegido Allende, las «brigadas muralistas» continuaron promoviendo los valores del programa presidencial y se proyectaban hacia una revolución futura. Surgieron brigadas en todos los sectores políticos: en la derecha, una brigada apoyaba al Partido Nacional; en la extrema derecha, otra defendía a Patria y Libertad. Sin embargo, las más activas y reconocidas fueron las brigadas de izquierda, como la Brigada Elmo Catalán, cercana al Partido Socialista, y especialmente la Brigada Ramona Parra, vinculada al Partido Comunista.
Fue el apogeo del muralismo chileno, con frescos presentes por todas las ciudades y edificios públicos. Entre los más destacados se encuentran los del Salón de Honor de la municipalidad de Chillán, incluyendo Principio y fin, realizado por Julio Escámez; el mural de la antigua estación de trenes de Concepción, de Gregorio de la Fuente; y El primer gol del pueblo chileno (1971), en La Granja, obra de Roberto Matta.
Tras el golpe de Estado de 1973, el muralismo volvió a convertirse en una expresión completamente marginal. Resurgió diez años más tarde como una forma de denuncia, resistencia y lucha contra la dictadura militar de Augusto Pinochet. Las obras buscaban despertar la conciencia, organizar una forma de rebelión popular frente a la represión y el autoritarismo.

## Principales exponentes
- Gregorio de la Fuente
- Pedro Lobos
- Julio Escamez
- Alejandro Mono González
- José Venturelli
- Pedro Nel Gómez
- Fernando Marcos Miranda
- Fernando Daza Osorio
- Pedro Olmos Muñoz

### Otros muralistas chilenos
- Laureano Ladrón de Guevara
- Osvaldo Reyes